# صابر رضایف
صابر رضایف (ترکی آذربایجانی: Sabir Əkbər oğlu Rizayev; ۱۷ آوریل ۱۹۲۴ – ۲۰ دسامبر ۱۹۷۸) فیلم‌نامه‌نویس، نمایشنامه‌نویس، و منتقد هنری، تئاتر و فیلم بود. از وی همچنین یک مرتبه با اعطاء عنوان افتخاری هنرمندان افتخاری جمهوری شوروی سوسیالیستی ارمنستان تقدیر به عمل آمده‌است.

## زندگی‌نامه
صابر رضایف ۱۷ آوریل سال ۱۹۲۴ در ایروان به دنیا آمد. دبیرستان را در مسکو به پایان رسانیده و در سال ۱۹۴۲ داوطلبانه راهسپار جببه جنگ جهانی دوم شد. به دنبال اتمام جنگ، به ایروان بازگشت و در روزنامه «ارمنستان شوروی» شروع به قلم زدن کرد. از سال ۱۹۴۸ به بعد انتشار مقالات انتقادی او از نمایشنامهها و فیلم‌های تئاتر در مطبوعات ارمنستان شوروی رقم خورد.
صابر رضایف دانش‌آموخته دانشکده دولتی سینما و تئاتر ایروان در سال ۱۹۵۱ بود. پیرو آنکه در سال ۱۹۵۴ از مقطع کارشناسی ارشد در دانشکده دولتی تئاتر، موسیقی و سینمای لنینگراد با لوح تقدیر فارغ‌التحصیل شد، ریاست بخش فیلمنامه در استودیوی فیلم آرمن‌فیلم را بر عهده گرفت و به عنوان سردبیر در کمیته دولتی فیلم‌برداری سینمایی ارمنستان شوروی کار کرد. از سال ۱۹۶۵ تا پایان عمرش مسئولیت معاونت دانشکده هنر آکادمی علوم ارمنستان شوروی و دبیری هیئت مدیره اتحادیه سینماگران ارمنستان را عهده‌دار شد. در نتیجه تلاش‌های فراوان او، قسمت سینما در دانشکده هنر تأسیس و تعدادی تک نگاری نوشته شد.
منتقدان هنر مدرن ارمنی صابر رضایف را بنیانگذار زمینه مطالعات فیلم ارمنی می‌خوانند. با اینکه صابر رضایف بر زبان ارمنی تسلط کامل داشت، بیشتر آثار خود را به زبان روسی نوشته‌است. اولین اثر پژوهشی در مورد تئاتر درام آذربایجان در ایروان که تألیف وی بود، در سال ۱۹۶۳ در باکو به زبان روسی و تحت عنوان «تئاتر آذربایجانی در ارمنستان» (به روسی: «Азербайджанский театр в Армении») به طبع رسید. کتاب مصور ۱۶۵ صفحه ای موسوم به «یونس نوری»، نوشته مشترک صابر رضایف و پسر این بازیگر، «اکبر ایروانلی»، دربارهٔ زندگی و فعالیت یونس نوری، بنیانگذار تئاتر آذربایجان در ایروان، در سال ۱۹۸۲ توسط انجمن تئاتر ارمنستان در ایروان به زبان ترکی آذربایجانی منتشر شد.
صابر رضایف در روز ۲۰ دسامبر ۱۹۷۸ در حین سخنرانی در کنفرانسی در ایروان دچار سکته قلبی شده و درگذشت. وی در آرامستان شهر ایروان با حضور تعداد زیاد افراد به خاک سپرده شد.